# Sein einziger Sohn
Sein einziger Sohn ist ein kurzes deutsches Stummfilmdrama aus dem Jahre 1915 von Adolf Gärtner mit Alexander Moissi in der Titelrolle.

## Handlung
Im Zentrum der Geschichte steht Bruno Heinemann, der titelgebende einzige Sohn eines Pastors. Bruno ist ein eher schwacher, fast labiler Charakter, der von seinem Umfeld leicht zu formen und, im schlimmsten Fall, zu verformen ist. So gerät er bald in schlechte Kreise und verschuldet sich. Um seine Schulden zu begleichen, bestiehlt der junge Mann sogar seinen Vater. Der Pastor überrascht Bruno bei seinem Diebstahl. Menschlich überaus enttäuscht, wirft er den Filius aus dem Haus. Ganz auf sich allein gestellt, irrt der junge Mann kurz durch die große Stadt, findet aber in einem Jugendfreund seiner Mutter einen Gönner, der Bruno als Musiker ausbilden lässt. 
Auch in der Liebe scheint es jetzt für Bruno aufwärts zu gehen. Er lernt die Tochter eines Freundes kennen und beide kommen zusammen. Doch nach diesen ersten Erfolgserlebnissen gerät Bruno wieder in üble Kreise: Das junge Paar lernt einen Assessor kennen, der bald selbst ein Auge auf Brunos Freundin wirft. In einem Anfall von Eifersucht bezichtigt dieser Bruno des Falschspiels. Von Zorn gepackt, stürzt sich Bruno auf den Verleumder, und man wirft ihn daraufhin aus dem Spielsalon. Nachdem die Eltern des Mädchens Bruno, dem sie einen schädlichen Einfluss auf ihre Tochter unterstellen, ebenfalls zurückstoßen, tötet er seinen Rivalen in rasender Wut. Ein Gericht stellt seine Schuld fest und verurteilt Bruno zum Tode. In der Nacht vor seiner Hinrichtung betritt ein Geistlicher Brunos Todeszelle: Es ist sein eigener Vater …

## Produktionsnotizen
Zum Jahresbeginn 1915 gedreht, fand Sein einziger Sohn wurde im März desselben Jahres uraufgeführt und war damit der letzte Film Moissis, bevor der Fliegeroffizier im September 1915 an der Westfront in französische Kriegsgefangenschaft geriet. Der Dreiakter besaß eine Länge von etwa 900 Meter.

## Kritiken
Die Wiener Allgemeine Zeitung war voll des Lobes über diesen Film: „Selten auch ereignet sich, dass einer Rolle im dichterischen Sinn und in der Regie ein so untadeliges Drama zur Verfügung steht als ‚Sein einziger Sohn‘“. 
Die Linzer Tages-Post schrieb: „Moissi … verkörpert in diesem Film einen jener weichen Charaktere, die ohne Strenge der Erziehung den Lebensweg verfehlen und meist ein trauriges Ende finden. (…) Moissi schuf als Sohn des Pastors Heinemann eine Leistung, die wohl zu den gewaltigsten zählt, die bisher künstlerische Gestaltungskraft zu schaffen vermochte.“
In der Grazer Mittags-Zeitung war zu lesen: „Moissi zeigt sich wieder als Meister der Filmdarstellung und insbesondere im letzten Akte, da er als zum Tode verurteilter Verbrecher unvermutet mit seinem Vater, dem Pastor, zusammentrifft, wirkt er geradezu überwältigend.“
In der Kinematographische Rundschau hieß es abschließend: „‚Sein einziger Sohn‘ mit Alexander Moissi bildet einen Markstein deutscher Filmkunst.“. 